# Prospalta subalbida
Prospalta subalbida là một loài bướm đêm trong họ Noctuidae.